# Blanot (Costa d'Or)
Blanot és un municipi francès, situat al departament de la Costa d'Or i a la regió de Borgonya - Franc Comtat. L'any 2007 tenia 132 habitants.

## Demografia

### Població
El 2007 la població de fet de Blanot era de 132 persones. Hi havia 60 famílies, de les quals 24 eren unipersonals (4 homes vivint sols i 20 dones vivint soles), 16 parelles sense fills, 16 parelles amb fills i 4 famílies monoparentals amb fills.
La població ha evolucionat segons el següent gràfic:
Habitants censats

### Habitatges
El 2007 hi havia 116 habitatges, 58 eren l'habitatge principal de la família, 47 eren segones residències i 11 estaven desocupats. 115 eren cases i 1 era un apartament. Dels 58 habitatges principals, 55 estaven ocupats pels seus propietaris, 2 estaven llogats i ocupats pels llogaters i 1 estava cedit a títol gratuït; 6 tenien dues cambres, 14 en tenien tres, 13 en tenien quatre i 24 en tenien cinc o més. 48 habitatges disposaven pel capbaix d'una plaça de pàrquing. A 32 habitatges hi havia un automòbil i a 19 n'hi havia dos o més.

### Piràmide de població
La piràmide de població per edats i sexe el 2009 era:
| Homes | Edats   | Dones |
| ----- | ------- | ----- |
| 0     | 95 o +  | 0     |
| 0     | 90 a 94 | 4     |
| 0     | 85 a 89 | 4     |
| 0     | 80 a 84 | 8     |
| 4     | 75 a 79 | 12    |
| 4     | 70 a 74 | 4     |
| 4     | 65 a 69 | 4     |
| 12    | 60 a 64 | 4     |
| 0     | 55 a 59 | 8     |
| 4     | 50 a 54 | 0     |
| 8     | 45 a 49 | 8     |
| 0     | 40 a 44 | 4     |
| 0     | 35 a 39 | 0     |
| 4     | 30 a 34 | 4     |
| 8     | 25 a 29 | 0     |
| 0     | 20 a 24 | 4     |
| 4     | 15 a 19 | 0     |
| 4     | 10 a 14 | 8     |
| 0     | 5 a 9   | 0     |
| 4     | 0 a 4   | 4     |

## Economia
El 2007 la població en edat de treballar era de 65 persones, 39 eren actives i 26 eren inactives. De les 39 persones actives 36 estaven ocupades (17 homes i 19 dones) i 3 estaven aturades (3 homes). De les 26 persones inactives 8 estaven jubilades, 4 estaven estudiant i 14 estaven classificades com a «altres inactius».

### Ingressos
El 2009 a Blanot hi havia 59 unitats fiscals que integraven 136 persones, la mediana anual d'ingressos fiscals per persona era de 11.413 €.

### Activitats econòmiques
Dels 2 establiments que hi havia el 2007, 1 era d'una empresa de fabricació d'altres productes industrials i 1 d'una empresa de construcció.
L'únic servei als particulars que hi havia el 2009 era un paleta.
L'any 2000 a Blanot hi havia 10 explotacions agrícoles que ocupaven un total de 492 hectàrees.

## Poblacions més properes
El següent diagrama mostra les poblacions més properes.